# Gandhi (Film)
Gandhi ist ein britisch-indischer Monumentalfilm von Richard Attenborough aus dem Jahr 1982. Er erzählt die Lebensgeschichte des indischen Unabhängigkeitskämpfers Mohandas Gandhi, genannt Mahatma Gandhi.
Der Film war bei der Oscarverleihung 1983 für elf Academy Awards nominiert, wovon er acht gewann, unter anderem für den Besten Film. Ben Kingsley gewann den Preis als Bester Hauptdarsteller.

## Handlung
Der Film beginnt 1948 mit der Ermordung Gandhis durch Nathuram Godse und blickt dann auf sein Leben und Wirken zurück. Gandhi geht 1893 nach seinem Studium in Großbritannien und Tätigkeit als Anwalt in Bombay nach Südafrika. Dort soll er zunächst nur einen Rechtsstreit lösen, erfährt dann aber Folgen der Apartheid am eigenen Leib. Er setzt sich für die Rechte der in Südafrika lebenden Inder ein und entwickelt das Prinzip des gewaltlosen Widerstandes. Nach mehreren gewaltlosen Protesten gibt die Regierung in Südafrika nach und ändert einige diskriminierende Gesetze zugunsten der Inder. Zurück in Indien gründet er den Harijan-Aschram und übernimmt die Führung der Kongresspartei. In seinen Bemühungen um die Unabhängigkeit Indiens ruft er zur „Kampagne der Nichtkooperation“ auf. Gandhi wird verhaftet, kommt aber wenig später wieder frei. Die britische Regierung erlässt Notstandsgesetze, die unter anderem Versammlungen verbieten. Von indischer Seite aus folgen weitere Protestaktionen, die sich unter anderem gegen das britische Baumwollmonopol richten. Als sich 1919 entgegen einem Versammlungsverbot etwa 1500 Menschen in Amritsar versammeln und gewaltlos für die Unabhängigkeit Indiens protestieren, werden sie von einigen Soldaten der britischen Armee beschossen, und mindestens 379 Menschen sterben. Im Gedenken an dieses „Massaker von Amritsar“ folgt im Film eine zweiminütige Pause mit schwarzem Bild und Sitarmusik. Gandhi, der regelmäßig mit der britischen Kolonialregierung verhandelt, teilt den Briten mit, dass es für sie Zeit sei, zu gehen. Er kündigt an, dass „100.000 Briten 350 Millionen Inder nicht dauerhaft gegen ihren Willen regieren werden“. Die Spannungen zwischen Briten und Indern nehmen immer mehr zu. Als bei einem Protestmarsch einige Teilnehmer von Polizisten verprügelt werden, eskaliert die Gewalt, die Polizisten werden getötet, und es kommt im ganzen Land zu Unruhen. Gandhi fastet mit dem Ziel, die Unruhen zu stoppen, was ihm gelingt.
Einige Jahre später löst Gandhi 1930 den Salzmarsch aus, was den zivilen Ungehorsam des indischen Volkes ausdrücken soll. Er wird von der britischen Kolonialregierung zu einer mehrjährigen Gefängnisstrafe verurteilt, kommt aber später wieder frei. Nachdem Indien 1947 unabhängig geworden ist, kommt es zu Ausschreitungen zwischen Hindus und Moslems. Hierbei spielt vor allem die Teilung Indiens in Indien und Pakistan, bestehend aus Ost- und Westpakistan, eine Rolle. Um die Massaker der Religionsgruppen zu beenden, fastet Gandhi erneut und beendet die Gewalt erfolgreich. Der Film endet mit seiner Anfangsszene: Gandhi wird ermordet.

## Hintergrund

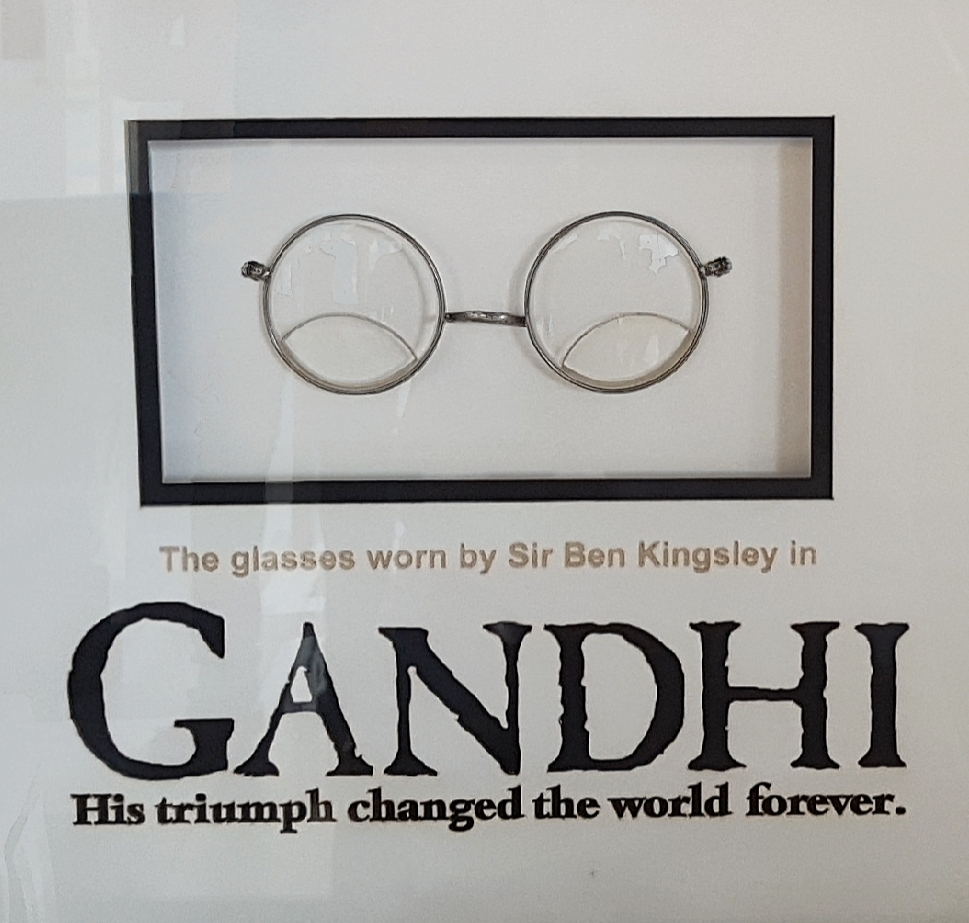
Die im Film von Ben Kingsley getragene Brille im City Palace Museum in Udaipur

Für die Rolle des Gandhi waren zunächst sowohl Anthony Hopkins als auch Alec Guinness im Gespräch. Mit hohem Produktionsaufwand und einem geschätzten Budget von 22 Millionen US-Dollar entstanden an Originalschauplätzen in Indien und in den englischen Shepperton Studios authentische Filmsets. Die britisch-indische Koproduktion wurde von internationalen Filminvestoren, der National Film Development Corporation Ltd. of India, Goldcrest Films International und Indo-British Films Ltd. finanziert. Die Dreharbeiten begannen am 26. November 1980 in Indien und dauerten bis zum 10. Mai 1981. Am 31. Januar 1981, dem 33. Jahrestag von Gandhis Begräbnis, entstand auch die Szene, in der Gandhi zu Grabe getragen wird. Zur Zeit der Produktion war dies die Filmszene mit den meisten je verwendeten Statisten. Annähernd 300.000 Statisten wurden verpflichtet, knapp 200.000 davon unbezahlte Freiwillige. Der Rest, etwa 94.600 Personen, erhielt eine kleine Gage. Elf Kamerateams waren nötig, um die Aufnahmen zu dieser Szene zu drehen.
Die Premiere fand in Neu-Delhi statt, die US-Premiere folgte kurz darauf im Dezember 1982. Am 18. Februar 1983 startete der Film in westdeutschen Kinos.
Auf die Szene des Massakers von Amritsar folgt im Film eine zweiminütige Pause mit schwarzem Bild. Zunächst wird das Wort Pause eingeblendet; danach ist Sitarmusik zu hören. Diese Sequenz wird für TV-Ausstrahlungen und andere Veröffentlichungen mitunter entfernt.

## Auszeichnungen (Auswahl)
Oscarverleihung 1983
- Bester Film – Richard Attenborough
- Beste Regie – Richard Attenborough
- Bester Hauptdarsteller – Ben Kingsley
- Bestes Originaldrehbuch – John Briley
- Bestes Szenenbild – Stuart Craig, Robert W. Laing, Michael Seirton
- Beste Kamera – Billy Williams, Ronnie Taylor
- Bestes Kostümdesign – John Mollo, Bhanu Athaiya
- Bester Schnitt – John Bloom
  - weitere Nominierungen:
  - Bestes Make-up – Tom Smith
  - Beste Filmmusik – Ravi Shankar, George Fenton
  - Bester Ton – Gerry Humphreys, Robin O’Donoghue, Jonathan Bates, Simon Kaye

Golden Globe Awards 1983
- Bester fremdsprachiger Film (Vereinigtes Königreich)
- Beste Regie – Richard Attenborough
- Bester Hauptdarsteller – Drama – Ben Kingsley
- Bestes Drehbuch – John Briley

British Academy Film Awards 1983
- Bester Film – Richard Attenborough
- Beste Regie – Richard Attenborough
- Bester Hauptdarsteller – Ben Kingsley
- Beste Nebendarstellerin – Rohini Hattangadi
- Bester Newcomer in einer Hauptrolle – Ben Kingsley
  - weitere Nominierungen:
  - Beste Kamera – Billy Williams, Ronnie Taylor
  - Bestes Kostümdesign – John Mollo, Bhanu Athaiya
  - Bester Schnitt – John Blood
  - Bestes Make-up – Tom Smith
  - Bestes Szenenbild – Stuart Craig
  - Beste Filmmusik – George Fenton, Ravi Shankar
  - Bestes Drehbuch – John Briley
  - Bester Ton – Jonathan Bates, Simon Kaye, Gerry Humphreys, Robin O’Donoghue
  - Bester Nebendarsteller – Edward Fox
  - Bester Nebendarsteller – Roshan Seth
  - Beste Nebendarstellerin – Candice Bergen

Directors Guild of America Award 1983
- Beste Spielfilmregie – gemeinsam mit David Tomblin

Das British Film Institute wählte Gandhi im Jahr 1999 auf Platz 34 der besten britischen Filme aller Zeiten.

## Synchronsprecher
Die Synchronsprecher für die deutsche Fassung:
| - Mahatma Gandhi: Peter Matić - Pandit Nehru: Reinhard Glemnitz - Sardar Patel: Alf Marholm - Kasturba Gandhi: Bettina Schön - Vince Walker: Christian Brückner - Mirabehn: Marianne Groß - Charlie Andrews: Joachim Tennstedt - Lord Irwin: Friedrich Schoenfelder - Margaret Bourke-White: Renate Küster - General Dyer: Jürgen Thormann - Richter Broomfield: Arnold Marquis | - Polizeikommandant: Christian Rode - Collins: Jürgen Kluckert - Sir George Hodge: Franz-Otto Krüger - Maulana Azad: Wolfgang Ziffer - Kommentator: Peter Schiff - Schaffner: Alexander Herzog - Colin: Thomas Petruo - Sekretär: Gareth Forwood - Khan: Joachim Nottke - Sir Edward Gait: Walter Tappe - Amerikanischer Lieutenant: Frank Glaubrecht |

## Kritiken
„Monumentale historische Filmbiografie über Mahatma Gandhi, die seinen Lebensweg in den wichtigsten Stationen in episch ruhiger Erzählweise und mit sorgfältiger historischer Rekonstruktion des Lokalkolorits detailgetreu aufbereitet. Vor allem dank der herausragenden darstellerischen Leistung Ben Kingsleys gelingt es dem Film, etwas von der Ausstrahlung Gandhis und seiner Ideale der Gewaltlosigkeit, der Würde des Menschen und des Friedens auf Erden zu vermitteln. Neben der visuellen Gestaltung macht auch die humanistische Weltsicht den Film zu einem Erlebnis.“

„Mit seiner Biographie […] schuf Richard Attenborough ein filmisches Meisterwerk, [ein] eindrucksvoll inszeniertes Historiengemälde. Kenntnisreich und in atemberaubenden Bildern erzählt Attenborough die Geschichte. Zwanzig Jahre bereitete [er] die Verfilmung vor und schlug während der Zeit 40 Rollen und zwölf Regieangebote aus. Zweimal stand er während des Drehs kurz vor dem Bankrott und musste deshalb Teile seines Privatvermögens opfern. Besonders bemerkenswert ist die schauspielerische Leistung Ben Kingsleys als Gandhi, der die Intensität seiner historischen Figur perfekt widerspiegelt.“